# 伦佐·韦基亚托
伦佐·韦基亚托（義大利語：Renzo Vecchiato，1955年8月8日—），意大利男子篮球运动员。他曾代表意大利获得1980年夏季奥运会篮球比赛男子银牌。他也参加了1984年夏季奥运会。